# ريكاردو غونزاليس ألفونسو
ريكاردو غونزاليس ألفونسو هو صحفي وكاتب وشاعر كوبي، ولد في 1950 في هافانا في كوبا.